# 유암종
유암종(카르시노이드) 또는 유암종 종양은 신경내분비계 세포에서 발생하는 느리게 성장하는 신경내분비 종양의 한 유형이다. 일부 경우에 전이가 발생할 수 있다. 빈창자, 돌창자, 충수, 맹장 등 중간창자의 유암종 종양은 유암종 증후군과 관련이 있다.
때때로 유암종은 잘 분화된 유암종에서 세로토닌 및 기타 혈관작용 물질의 방출을 포함하는 부종양 증후군을 유발한다. 신경내분비 부종양 증후군은 기능성 펩타이드, 호르몬, 사이토카인, 성장 인자 및 종양 조직과 정상 숙주 조직 간의 면역 교차반응의 신생물성 분비를 포함하며, 이로 인해 임상 징후 및 증상의 증후군이 발생한다.
유암종 종양은 충수의 가장 흔한 악성 종양이지만, 가장 흔하게 소장과 관련되어 있으며 직장과 위에서도 발견될 수 있다. 간에서 자라는 것으로 알려져 있지만, 이는 일반적으로 신체 다른 부위에서 발생하는 원발성 유암종의 전이성 질환의 발현이다. 대부분의 악성 종양에 비해 성장 속도가 매우 느리다. 신경내분비 종양 진단 시 모든 환자의 중앙 연령은 63세이다.

## 징후 및 증상

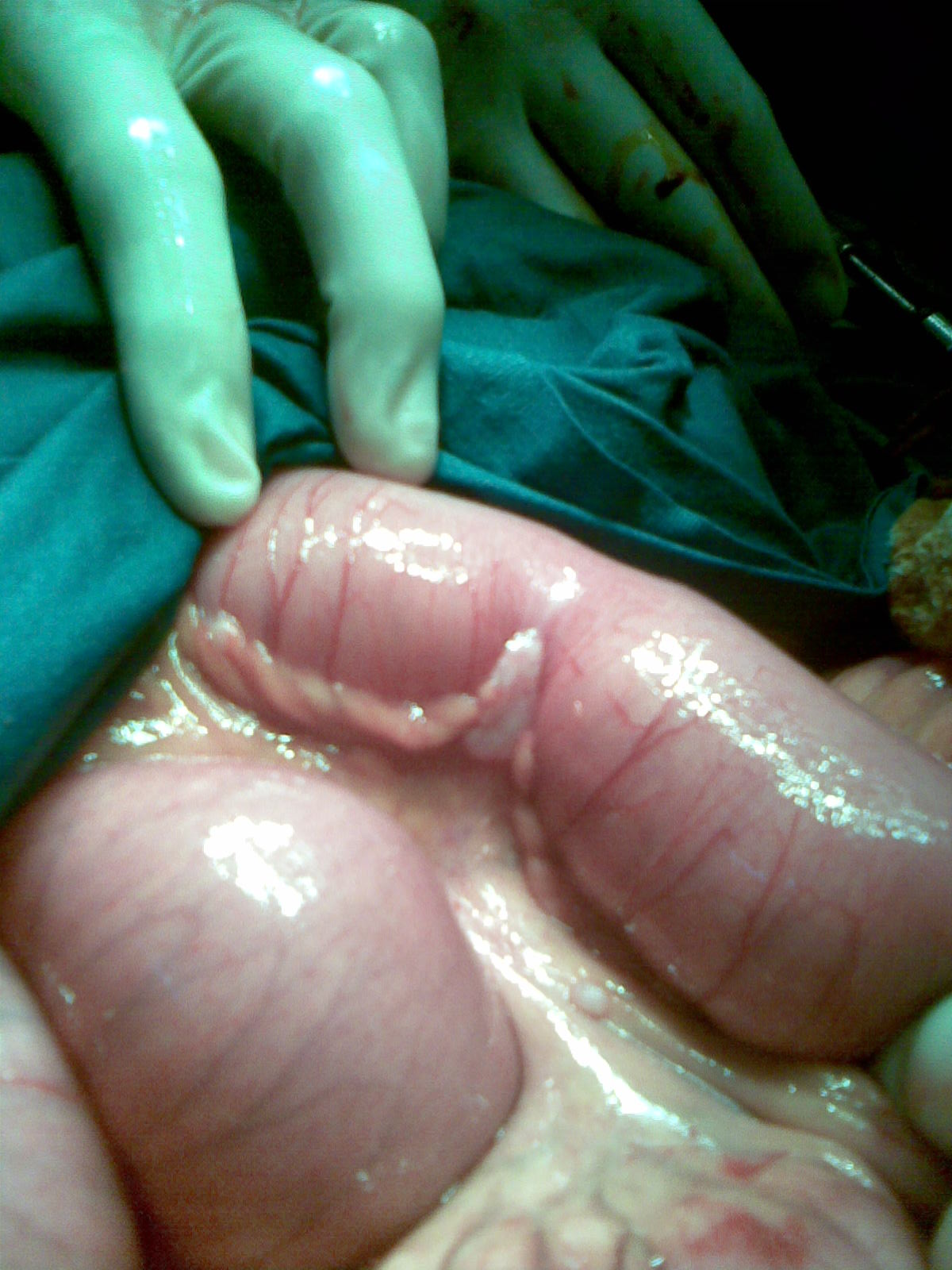
장 유암종의 원발 부위

대부분의 유암종은 자연적인 삶 동안 무증상이거나 관련 없는 이유로 수술 시에만 발견되지만(소위 우연히 발견된 유암종), 모든 유암종은 악성 잠재력을 가진 것으로 간주된다.
유암종의 약 10%는 다양한 호르몬을 과도하게 분비하며, 특히 세로토닌(5-하이드록시트립타민)을 분비하여 다음을 유발한다.
- 홍조 (세로토닌 자체는 홍조를 유발하지 않는다). 유암종 증후군의 홍조의 잠재적 원인으로는 브라디키닌, 프로스타글란딘, 타키키닌, P 물질 및 히스타민, 설사, 심장 문제가 있다. 세로토닌이 심장 근육세포에 대한 성장 촉진 효과가 있기 때문에 세로토닌 분비 유암종은 근육세포가 판막으로 증식하여 삼첨판 질환 증후군을 유발할 수 있다.[5]
- 설사
- 쌕쌕거림
- 복부 경련
- 말초 부종

세로토닌의 유출은 트립토판 고갈을 유발하여 니아신 결핍으로 이어질 수 있다. 펠라그라라고도 알려진 니아신 결핍증은 피부염, 치매, 설사와 관련이 있다.
이러한 증상 집합을 유암종 증후군 또는 (급성일 경우) 유암종 위기라고 한다. 때때로 출혈 또는 종양 덩어리의 영향이 초기 증상으로 나타난다. 유암종의 가장 흔한 발생 부위는 소장, 특히 돌창자이다. 유암종 종양은 충수의 가장 흔한 악성 종양이다. 유암종 종양은 드물게 난소나 가슴샘에서 발생할 수 있다.
가장 흔하게 돌창자 수준의 중간창자 또는 충수에서 발견된다. 다음으로 가장 흔하게 영향을 받는 부위는 기도로, PAN-SEER 데이터(1973~1999)에 따르면 전체 사례의 28%를 차지한다. 직장도 흔한 부위이다.

### 위장관
유암종 종양은 장 전체의 장크롬친화성 세포에서 발생하는 아푸도마이다. 유암종 종양의 3분의 2 이상이 위창자길에서 발견된다.

### 폐

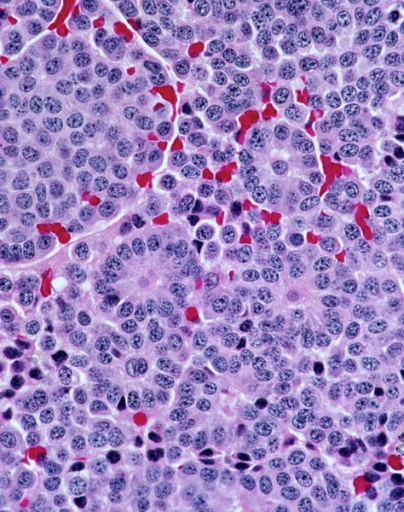
조직병리학적 소견: 폐의 전형적인 유암종 종양, 뚜렷한 로제트 형성.

유암종 종양은 허파에서도 발견된다.

### 기타 부위 및 전이
유암종의 전이는 유암종 증후군으로 이어질 수 있다. 이는 세로토닌을 포함한 많은 물질의 과잉 생산으로 인해 전신 순환으로 방출되어 피부 홍조, 설사, 기관지 수축, 우측 심장 판막 질환 등의 증상을 유발할 수 있기 때문이다. 유암종 환자의 6% 미만이 유암종 증후군을 앓게 되며, 이 중 50%는 심장 침범을 겪을 것으로 추정된다.

### 술잔세포 유암종
이것은 충수 땀샘 세포에서 파생된 외분비 및 내분비 종양의 혼합형으로 간주된다. 조직학적으로는 소량의 파네트 세포와 내분비 세포가 혼합된 뮤신을 함유한 술잔세포 군집을 형성한다. 성장 패턴은 독특하다. 전형적으로 충수 벽의 근육과 기질 사이에 종양 덩어리가 산재된 동심원적인 종양 띠를 형성하여 충수 줄기를 따라 확장된다. 이는 병변을 육안적으로 의심하기 어렵고 측정하기 어렵게 만든다. 작은 종양 덩어리는 근육이나 충수 주변 지방에 위장될 수 있다. 사이토케라틴 표본이 종양 세포를 가장 잘 보여주며, 뮤신 염색도 이들을 식별하는 데 도움이 된다. 이들은 고전적인 충수 유암종보다 더 공격적인 방식으로 행동한다. 전이는 일반적으로 국소 림프절, 복막 및 특히 난소로 발생한다. 이들은 유암종 또는 다른 내분비 증후군을 유발할 충분한 호르몬 물질을 생산하지 않는다. 사실, 이들은 내분비 종양보다 외분비 종양에 더 가깝다. '크립트 세포 암종'이라는 용어가 이들에게 사용되었지만, 유암종으로 간주하는 것보다 더 정확할지라도 성공적인 경쟁 용어는 아니었다.

## 원인
유암종 증후군은 남성의 5분의 1에서 여러 개의 종양이 포함된다. 위 유암종의 발생률은 무위산증, 하시모토 갑상샘염, 악성 빈혈에서 증가한다.

## 치료
가능하다면 수술이 유일한 완치 치료법이다. 종양이 간으로 전이되었고 완치 불가능하다고 판단되면, 종양의 성장을 억제하고 간 전이 환자의 생존을 연장하는 방사성 의약품인 루테튬(177Lu) DOTA-옥트레오테이트와 131I-mIBG (메타 요오드 벤질 구아니딘)와 같은 몇 가지 유망한 치료 양식이 있지만, 이들은 현재 실험 단계이다.
화학요법은 효과가 거의 없으며 일반적으로 권장되지 않는다. 옥트레오타이드 또는 란레오타이드 (소마토스타틴 유사체)는 유암종의 분비 활동을 감소시키고, 또한 항증식 효과를 가질 수 있다. 인터페론 치료도 효과적이며, 일반적으로 소마토스타틴 유사체와 병용한다.
우연히 발견된 유암종의 전이 가능성은 낮으므로, 현재 권장 사항은 3개월 후 CT 또는 MRI, 세로토닌과 같은 종양 표지자 검사, 병력 및 신체 검사를 통한 추적 관찰 후 매년 신체 검사이다.

## 역사
이들은 1907년 독일 뮌헨 대학교의 병리학자인 지크프리트 오버도르퍼가 처음으로 특징을 규명했다. 그는 현미경적으로 악성 외관을 가졌음에도 불구하고 양성 종양처럼 행동하는 독특한 특징을 설명하기 위해 "카르시노이드(karzinoide)" 또는 "암종 유사"라는 용어를 만들었다. 그들의 내분비 관련 특성에 대한 인식은 1914년 고세트와 마송에 의해 나중에 기술되었으며, 이 종양은 현재 장의 장크롬친화성 (EC) 및 장크롬친화성 유사 (ECL) 세포에서 발생하는 것으로 알려져 있다. 일부 자료에서는 오토 루바르쉬가 발견했다고 인정한다.

2000년 세계보건기구는 "카르시노이드"를 재정의했지만, 이 새로운 정의는 모든 의료인에게 받아들여지지는 않았다. 이로 인해 문헌에서 유암종과 다른 신경내분비 종양을 구별하는 데 일부 복잡성이 발생했다. 미국 암 학회에 따르면 2000년 WHO 정의는 다음과 같이 명시한다:

WHO는 이제 이러한 성장을 신경내분비 종양과 신경내분비암으로 나눈다. 신경내분비 종양은 양성으로 보이지만 신체의 다른 부위로 퍼질 수 있는 성장물이다. 신경내분비암은 신체의 다른 부위로 퍼질 수 있는 신경내분비 세포의 비정상적인 성장물이다.

## 다른 생물
설치류에 특유하게, 만성적으로 감소된 위산 분비는 유암종 발달을 촉진한다.: 812

## 같이 보기
- 유암종 증후군
- 돈 마이어, 노던 스테이트 대학교 남자 농구팀의 명예 감독. 마이어는 2009년 9월 자동차 사고 후 유암종 진단을 받았다.
- 데릭 벨, 교수이자 법학자, 2011년 10월 5일 유암종으로 사망했다.